# Odontocets
Els odontocets (Odontoceti, del grec odontos, 'dent', i ketos; 'monstre marí') són un parvordre de cetacis que es diferencien dels misticets per tenir dentadura, un sol orifici nasal, un crani asimètric i un front voluminós a causa de la presència de l'òrgan utilitzat en l'ecolocalització.

## Morfologia i comportament
A diferència dels misticets, els odontocetis són cetacis que tenen una forta dentadura, presentant una dentadura homodonta. Aquesta dentadura, és utilitzada com a caràcter taxonòmic, ja que cada espècie té un nombre de dents diferents.
Els seus principals aliments són els calamars, pops, crustacis, peixos i inclòs mamífers com lleons marins i ocells aquàtics. Per exemple els catxalots s'alimenten principalment de calamars gegants.
En algunes espècies la femella és més gran que el mascle. Els període de gestació entre 14 i 18 mesos segons l'espècie. Generalment té una sola cria en cada part. La cria és alletada entre 1 i 2 anys de vida i s'està amb la seva mare al voltant de 5 a 10 anys. Les femelles crien cada 2 o 3 anys.

## Taxonomia
| Subordre                   | Superfamília                | Família             | Descripció                |
| Odontoceti Cetacis dentats |                             | Delphinidae         | Dofí oceànic i orques     |
| Odontoceti Cetacis dentats | Platanistoidea Dofí del riu | Iniidae             | Dofí de l'Amazones.       |
| Odontoceti Cetacis dentats | Platanistoidea Dofí del riu | Lipotidae           | Dofí del riu xinés        |
| Odontoceti Cetacis dentats | Platanistoidea Dofí del riu | Platanistidae       | Dofí del Ganges i l'Indus |
| Odontoceti Cetacis dentats | Platanistoidea Dofí del riu | Pontoporiidae       | Dofí del riu de la Plata  |
| Odontoceti Cetacis dentats | Platanistoidea Dofí del riu | Squalodelphinidae † |                           |
| Odontoceti Cetacis dentats |                             | Phocoenidae         | Marsopes                  |
| Odontoceti Cetacis dentats |                             | Physeteridae        | Catxalots                 |
| Odontoceti Cetacis dentats |                             | Kogiidae            | Catxalots nans i pigmeus  |
| Odontoceti Cetacis dentats |                             | Ziphiidae           | Calderons i zífids        |
| Odontoceti Cetacis dentats | Prosqualodontidae †         |                     |                           |
|                            | Monodontidae                | Belugues i narvals  |                           |
|                            | Agorophiidae †              |                     |                           |
|                            | Eurhinodelphinidae †        |                     |                           |
|                            | Patriocetidae †             |                     |                           |
|                            | Xenorophidae †              |                     |                           |

Entre els gèneres extints de classificació incerta hi ha Microcetus, de l'Oligocè d'Alemanya, Nihoroa, de l'Oligocè de Nova Zelanda, Phococetus, del Miocè inferior de França, i Chilcacetus, del Miocè inferior del Perú.